# Lineage (álbum)
Lineage (título completo:Lineage ～薔薇の末裔～ (Lineage ～Bara no Matsuei～) é o segundo EP da banda japonesa Versailles, lançado originalmente em 14 de fevereiro de 2019. Inicialmente esteve disponível exclusivamente e gratuitamente no concerto da banda no Nippon Budokan.
Em 25 de dezembro de 2019, foi lançado digitalmente no mundo inteiro, porém com uma faixa a menos, "Marionette".

## Faixas
Todas as letras escritas por Kamijo. 
| N.º | Título              | Música       | Duração |  |
| 1.  | "La Musique"        | Kamijo       | 5:03    |  |
| 2.  | "Shadows Fang"      | Hizaki       | 4:25    |  |
| 3.  | "Inheritance"       | Hizaki       | 4:56    |  |
| 4.  | "A Day Without You" | Hizaki       | 4:26    |  |
| 5.  | "Lineage"           | Kamijo       | 5:21    |  |
| 6.  | "Marionette"        | Hizaki, Teru | 4:14    |  |

## Ficha técnica

### Versailles
- Kamijo - vocal principal
- Hizaki - guitarra
- Teru - guitarra
- Masashi - baixo
- Yuki - bateria